# Liste der Rockot-Raketenstarts
Die Liste der Rockot-Raketenstarts umfasst alle absolvierten Starts der russischen Trägerrakete Rockot.

## Durchgeführte Starts
| Lfd. Nr. | Datum (UTC) | Typ | Startplatz | Nutzlast | Art der Nutzlast | Anmerkungen |
| 1990 – 1991 – 1994 – 1999 – 2000 – 2002 – 2003 – 2005 – 2006 – 2008 – 2009 – 2010 – 2011 – 2012 – 2013 – 2014 – 2015 – 2016 – 2017 – 2018 – 2019 | 1990 – 1991 – 1994 – 1999 – 2000 – 2002 – 2003 – 2005 – 2006 – 2008 – 2009 – 2010 – 2011 – 2012 – 2013 – 2014 – 2015 – 2016 – 2017 – 2018 – 2019 | 1990 – 1991 – 1994 – 1999 – 2000 – 2002 – 2003 – 2005 – 2006 – 2008 – 2009 – 2010 – 2011 – 2012 – 2013 – 2014 – 2015 – 2016 – 2017 – 2018 – 2019 | 1990 – 1991 – 1994 – 1999 – 2000 – 2002 – 2003 – 2005 – 2006 – 2008 – 2009 – 2010 – 2011 – 2012 – 2013 – 2014 – 2015 – 2016 – 2017 – 2018 – 2019 | 1990 – 1991 – 1994 – 1999 – 2000 – 2002 – 2003 – 2005 – 2006 – 2008 – 2009 – 2010 – 2011 – 2012 – 2013 – 2014 – 2015 – 2016 – 2017 – 2018 – 2019 | 1990 – 1991 – 1994 – 1999 – 2000 – 2002 – 2003 – 2005 – 2006 – 2008 – 2009 – 2010 – 2011 – 2012 – 2013 – 2014 – 2015 – 2016 – 2017 – 2018 – 2019                  | 1990 – 1991 – 1994 – 1999 – 2000 – 2002 – 2003 – 2005 – 2006 – 2008 – 2009 – 2010 – 2011 – 2012 – 2013 – 2014 – 2015 – 2016 – 2017 – 2018 – 2019 |
| 1990 | 1990 | 1990 | 1990 | 1990 | 1990 | 1990 |
| --- | --- | --- | --- | --- | --- | --- |
| 1 | 20. November 1990 | Rockot/Bris-K | Ba 131 | – | experimentelle Nutzlast | Suborbital, Erfolg. Erster Test des Antisatellitenprojekts Narjad-W                                                                              |
| 1991 | | | | | | |
| 2 | 20. Dezember 1991 | Rockot/Bris-K | Ba 175/58 | – | experimentelle Nutzlast | Suborbital, Erfolg. Möglicherweise ebenfalls ein Narjad-W-Test                                                                                   |
| 1994 | | | | | | |
| 3 | 26. Dezember 1994 | Rockot/Bris-K | Ba 175/59 | Radio ROSTO | Amateurfunksatellit und/oder militärische Nutzlast | Erfolg, erste orbitale Mission. Einige Quellen sprechen im Zusammenhang mit diesem Start von einem weiteren Narjad-W-Test                        |
| 1999 | | | | | | |
| – | 22. Dezember 1999 | Rockot/Bris-K | PI 133/3 | RWSN-40 | experimentelle Nutzlast | Kein Start erfolgt, Rakete bei den Startvorbereitungen irreparabel beschädigt                                                                    |
| 2000 | | | | | | |
| 4 | 26. Mai 2000 | Rockot/Bris-KM | Pl 133/3 | SimSat-1 und 2 | Iridium-Mockups | Erfolg |
| 2002 | | | | | | |
| 5 | 17. März 2002 | Rockot/Bris-KM | Pl 133/3 | GRACE-1 und 2 | Forschungssatelliten | Erfolg |
| 6 | 20. Juni 2002 | Rockot/Bris-KM | Pl 133/3 | Iridium-97 und 98 | Kommunikationssatelliten | Erfolg |
| 2003 | | | | | | |
| 7 | 30. Juni 2003 | Rockot/Bris-KM | Pl 133/3 | MIMOSA, MOST, DTUsat-1, CUTE-1, QuakeSat, AAU CubeSat, CanX-1, XI-IV, Monitor-E-Mock-up                                                          | Kleinsatelliten und Monitor-E-Mockup | Erfolg |
| 8 | 30. Oktober 2003 | Rockot/Bris-KM | Pl 133/3 | SERVIS-1 | japanischer Testsatellit | Erfolg |
| 2005 | | | | | | |
| 9 | 26. August 2005 18:34 | Rockot/Bris-KM | Pl 133/3 | Monitor-E1 | Erdbeobachtungssatellit | Erfolg |
| 10 | 8. Oktober 2005 15:02 | Rockot/Bris-KM | Pl 133/3 | CryoSat | Erdbeobachtungssatellit | Fehlstart, Keine Trennung der zweiten Stufe und der Oberstufe aufgrund eines Softwarefehlers im Steuerungssystem der Oberstufe                   |
| 2006 | | | | | | |
| 11 | 28. Juli 2006 07:05 | Rockot/Bris-KM | Pl 133/3 | KOMPSat-2 | Erdbeobachtungssatellit | Erfolg |
| 2008 | | | | | | |
| 12 | 23. Mai 2008 | Rockot/Bris-KM | Pl 133/3 | Jubileiny, Gonez-D1M-2, Gonez-D1M-3, Gonez-D1M-4                                                                                                 | Technologiesatellit, Kommunikationssatelliten | Erfolg |
| 2009 | | | | | | |
| 13 | 17. März 2009 14:21 | Rockot/Bris-KM | Pl 133/3 | GOCE | geowissenschaftlicher Satellit zur Vermessung des Erdschwerefeldes und von Meeresströmungen                                                                       | Erfolg |
| 14 | 6. Juli 2009 03:10 | Rockot/Bris-KM | Pl 133/3 | Kosmos 2451, 2452, 2453 | militärische Satelliten | Erfolg |
| 15 | 2. November 2009 01:50 | Rockot/Bris-KM | Pl 133/3 | Proba-2, SMOS | Technologieerprobungssatellit, Erdbeobachtungssatellit | Erfolg |
| 2010 | | | | | | |
| 16 | 2. Juni 2010 01:59 | Rockot/Bris-KM | Pl 133/3 | SERVIS-2 | japanischer Testsatellit | Erfolg |
| 17 | 8. September 2010 03:30 | Rockot/Bris-KM | Pl 133/3 | Gonez-D1M | Kommunikationssatelliten | Erfolg |
| 2011 | | | | | | |
| 18 | 1. Februar 2011 14:00 | Rockot/Bris-KM | Pl 133/3 | Geo-IK 2 | militärischer Erdvermessungssatellit | Teilerfolg, Zielorbit nicht erreicht |
| 2012 | | | | | | |
| 19 | 28. Juli 2012 01:35 | Rockot/Bris-KM | Pl 133/3 | Gonez-D1M, Strela 3, Jubileiny 2 (MiR) | zwei Kommunikationssatelliten vom Typ Gonez, ein militärischer Satellit vom Typ Strela 3 mit der Bezeichnung Kosmos 2841, ein Studentensatellit Jubileiny 2 (MiR) | Erfolg |
| 2013 | | | | | | |
| 20 | 15. Januar 2013 16:20 | Rockot/Bris-KM | Pl 133/3 | Gonez-D1M (Rodnik-S) (Kosmos 2482, 2483, 2484)                                                                                                   | drei militärische Kommunikationssatelliten | Erfolg |
| 21 | 11. September 2013 23:23 | Rockot/Bris-KM | Pl 133/3 | Gonets-M | drei Kommunikationssatelliten | Erfolg |
| 22 | 22. November 2013 12:02 | Rockot/Bris-KM | Pl 133/3 | SWARM | drei Magnetfeldsatelliten der SWARM-Mission | Erfolg |
| 23 | 25. Dezember 2013 01:31 | Rockot/Bris-KM | Pl 133/3 | Rodnik (Kosmos 2488, 2489 und 2490), Kosmos 2491                                                                                                 | drei militärische Kommunikationssatelliten, unbekannter Satellit                                                                                                  | Erfolg |
| 2014 | | | | | | |
| 24 | 23. Mai 2014 05:27 | Rockot/Bris-KM | Pl 133/3 | Rodnik (Kosmos 2496, 2497 und 2498), Kosmos 2499                                                                                                 | drei militärische Kommunikationssatelliten sowie ein weiterer, unbekannter Satellit                                                                               | Erfolg |
| 25 | 3. Juli 2014 12:43 | Rockot/Bris-KM | Pl 133/3 | Gonets-M | drei Kommunikationssatelliten | Erfolg |
| 2015 | | | | | | |
| 26 | 31. März 2015 13:47 | Rockot/Bris-KM | Pl 133/3 | Gonets-M, Kosmos 2504 | drei Kommunikationssatelliten, unbekannter Satellit ähnlich wie Kosmos 2499                                                                                       | Erfolg |
| 27 | 23. September 2015 21:59 | Rockot/Bris-KM | Pl 133/3 | Rodnik (Kosmos 2507, 2508 und 2509) | Drei militärische Kommunikationssatelliten | Erfolg |
| 2016 | | | | | | |
| 28 | 16. Februar 2016 17:57 | Rockot/Bris-KM | Pl 133/3 | Sentinel-3A | Erdbeobachtungssatellit | Erfolg |
| 29 | 4. Juni 2016 14:00 | Rockot/Bris-KM | Pl 133/3 | GEO-IK-2 2 (Kosmos 2517) | militärischer Erdvermessungssatellit | Erfolg |
| 2017 | | | | | | |
| 30 | 13. Oktober 2017 09:27 | Rockot/Bris-KM | Pl 133/3 | Sentinel-5P | Erdbeobachtungssatellit | Erfolg |
| 2018 | | | | | | |
| 31 | 25. April 2018 17:57 | Rockot/Bris-KM | Pl 133/3 | Sentinel-3B | Erdbeobachtungssatellit | Erfolg |
| 32 | 30. November 2018 02:27 | Rockot/Bris-KM | Pl 133/3 | Rodnik (Kosmos 2530, 2531 und 2532) | Drei militärische Kommunikationssatelliten | Erfolg |
| 2019 | | | | | | |
| 33 | 30. August 2019 14:00 | Rockot/Bris-KM | Pl 133/3 | Geo-IK-2 3 (Kosmos 2540) | Erdvermessungssatellit | Erfolg |
| 34 | 26. Dezember 2019 23:11 | Rockot/Bris-KM | Pl 133/3 | Gonets-M Blits-M 1 Radio-2017 (DOSAAF-85) | drei Kommunikationssatelliten Technologieerprobungssatellit Amateurfunksatellit (Auf der Bris-KM Oberstufe verblieben)                                            | Teilerfolg, Blits-M 1 trennte sich anscheinend nicht von der Bris-Stufe; letzter Start der Rockot-1                                              |